# Publius Septimius Geta
Geta (tiếng Latinh: Publius Septimius Geta Augustus;; 189 – 211), là Hoàng đế La Mã đồng trị vì với cha ông là Septimius Severus và người anh Caracalla từ năm 209 đến 211, về sau bị ám sát theo lệnh của Caracalla.

## Tiểu sử

### Thuở thiếu thời
Geta là con út của Septimius Severus và vợ lẽ Julia Domna. Geta được sinh ra ở Roma vào ngày 7 tháng 3 năm 189, lúc này cha ông chỉ là một thống đốc tỉnh phò tá Hoàng đế Commodus.
Hồi còn nhỏ Geta luôn ở một nơi gần chỗ người anh Lucius, người thừa kế ngôi vị Hoàng đế La Mã sau gọi là Caracalla. Có lẽ vì điều này khiến mối quan hệ giữa hai bên gặp nhiều khó khăn từ những năm thiếu thời. Những cuộc xung đột liên miên đều cần đến sự trung gian hòa giải của mẹ họ. Để an ủi đứa con út của mình, Septimius Severus đã phong cho Geta danh hiệu Augustus vào năm 209.
Trong chiến dịch chống lại người Briton (Anh quốc) trong những năm đầu thế kỷ thứ 3, tài liệu tuyên truyền của Đế quốc đã giới thiệu hình ảnh của một gia đình hạnh phúc vì được chia sẻ trách nhiệm trị quốc. Septimus Severus giao cho người vợ Julia Domna làm cố vấn cho ông, trưởng nam Caracalla giữ trọng trách chỉ huy quân đội và Geta được cha trao việc quản lý triều chính. Tuy nhiên, trong thực tế sự ghen ghét và ác cảm ngấm ngầm giữa hai anh em đã không còn cách gì cứu vãn được nữa.

### Đồng Hoàng đế
Khi Septimius Severus mất ở Eboracum vào đầu năm 211, Caracalla và Geta đều tuyên bố là đồng hoàng đế và trở về Rome. Bất chấp việc chia sẻ ngôi vị không thành công: hai anh em đều tranh cãi về mọi quyết định, từ luật lệ đến các sắc lệnh chính trị. Các nguồn tài liệu sau này suy đoán về những khát khao của cả hai đều muốn chia tách Đế quốc thành hai nửa. Đến cuối năm, tình hình đã vô cùng bế tắc. Caracalla cố gắng muốn giết Geta trong lễ hội Saturnalia nhưng không thành công. Sau đó vào cuối tháng 12, ông đã nhờ mẹ sắp xếp một cuộc gặp mặt thân mật với người em trai trong phủ đệ của mẹ mình, rồi sau bí mật phái viên sĩ quan centurion lẻn vào trong nhà giết chết Geta.
Sau vụ ám sát Geta, Caracalla thầm rủa trí nhớ của mình và ra lệnh phải xóa bỏ tên của ông ra khỏi các câu viết khắc trên bia vì sợ người đời chê cười hành động giết em ruột. Giờ đây vị Hoàng đế duy nhất còn nắm lấy cơ hội tống khứ những kẻ thù chính trị của mình, trên cơ sở âm mưu phản nghịch với người quá cố. Nhà sử học Cassius Dio nói rằng khoảng 20.000 người ở cả hai giới đã bị giết hoặc bị lưu đày trong thời gian này.